# Chirita dissimilis
Chirita dissimilis är en tvåhjärtbladig växtart som beskrevs av Olive Mary Hilliard. Chirita dissimilis ingår i släktet Chirita och familjen Gesneriaceae. Inga underarter finns listade i Catalogue of Life.